# 麻豆仁厚宮

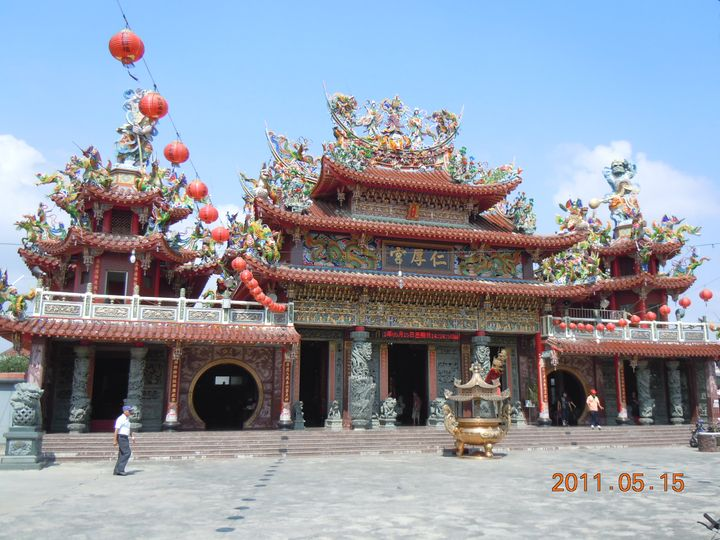
臺南市麻豆區仁厚宮

麻豆仁厚宮，舊名油車仁厚宮，為麻豆區主祀天上聖母的廟宇。位在臺南市麻豆區油車里9鄰油車47號。建於清乾隆二十三年（1758年），今貌為民國七十七年（1988年）所建，廟貌鼎新、金碧輝煌、神威顯赫、澤被群黎，廟前可見千里眼和順風耳豎立於廟頂的英姿。

## 歷史

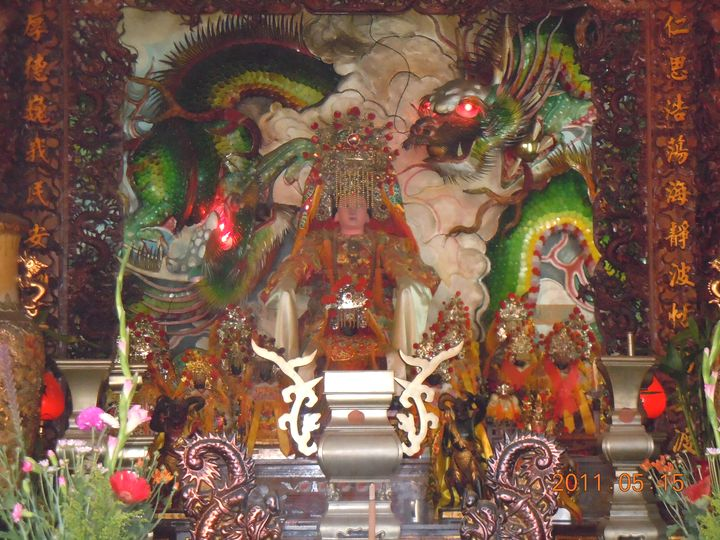
臺南市麻豆區仁厚宮－鎮殿天上聖母

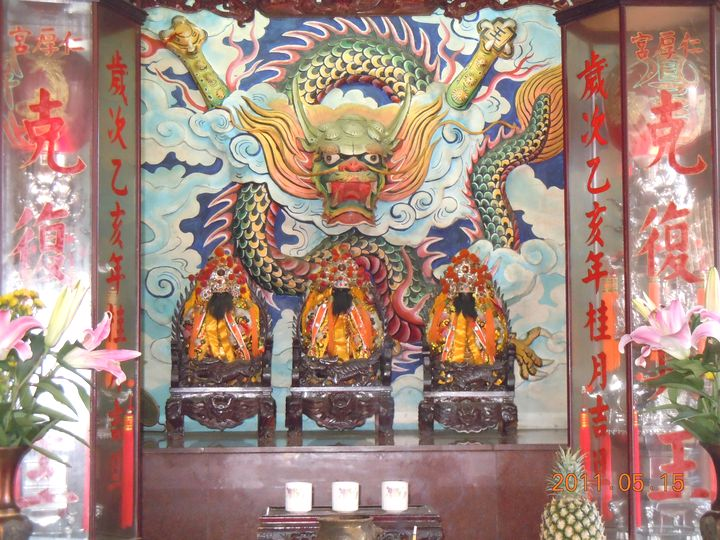
臺南市麻豆區仁厚宮－克復真王

仁厚宮所祀天上聖母相傳係油車里林姓祖先所攜媽祖香火，渡海來臺奉祀。林姓祖先於清乾隆十三年（1748年）自福建漳州府龍溪縣二十九都奉請入祀。據耆老傳言係從龍溪縣二十九都四望山保金桐社大人廟迎請而來。神像最初奉祀於民宅，於乾隆二十三年（1758年）始建小廟安座。
清嘉慶二十三年（1818年）重建。
日治明治四十二年（1909年）重建。
民國四十四年（1955年）再度重建、七十七年（1988年）重建而為現在廟貌，現任主委為林宴瑞。

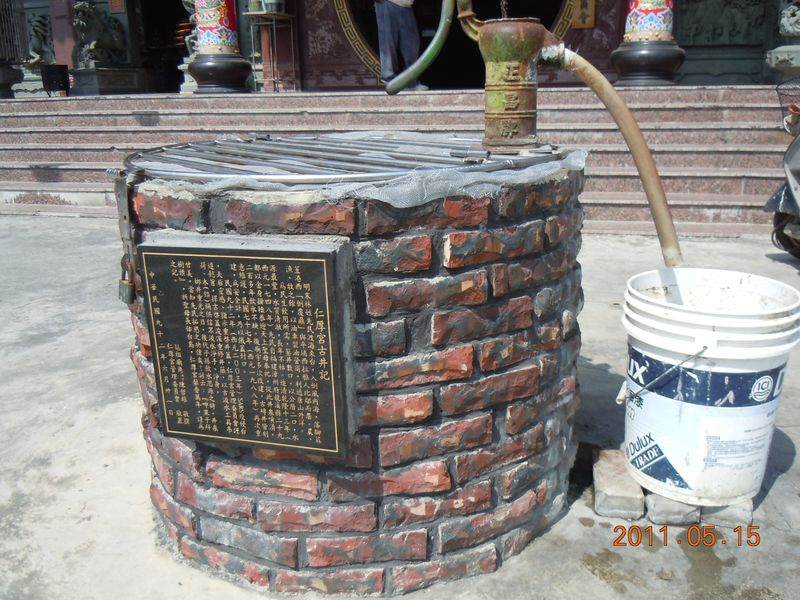
臺南市麻豆區仁厚宮－古井

## 奉祀神祇
正殿主祀天上聖母，右配祀註生娘娘，左配祀福德正神。
  
右廂為大人爺－克復真王，左廂為地藏王菩薩、南海佛祖、霞海城隍、東嶽大帝。

## 外部連結
- 麻豆區公所 （页面存档备份，存于）